# Тонга на летних Олимпийских играх 1996
Тонга принимала участие в Летних Олимпийских играх 1996 года в Атланте (США) в четвёртый раз за свою историю и завоевала одну серебряную медаль. Сборную страны представляло пятеро спортсменов (в том числе - одна женщина), участвовавшие в соревнованиях по боксу, лёгкой и тяжёлой атлетике.

## Медали

### 02!Серебро
- Бокс, свыше 91 кг — Паэа Вольфграмм.

## Результаты

### Бокс
Спортсменов — 2
| Спортсмен       | Категория   | 1/16 финала             | 1/8 финала              | Четвертьфинал               | Полуфинал               | Финал                   |
| Спортсмен       | Категория   | Соперник и результат    | Соперник и результат    | Соперник и результат        | Соперник и результат    | Соперник и результат    |
| --------------- | ----------- | ----------------------- | ----------------------- | --------------------------- | ----------------------- | ----------------------- |
| Шейн Хипс       | 67 кг       | Нурбек Касенов Пор 2:11 | Не прошёл               | Не прошёл                   | Не прошёл               | Не прошёл               |
| Паэа Вольфграмм | Свыше 91 кг | -                       | Сергей Ляхович Поб 10:9 | Алексис Рубалкаба Поб 17:12 | Дункан Докивари Поб 7:6 | Владимир Кличко Пор 3:7 |

### Лёгкая атлетика
Спортсменов — 2
Мужчины
| Спортсмен     | Вид  | Забег     | Забег | Четвертьфинал | Четвертьфинал | Полуфинал | Полуфинал | Финал     | Финал     |
| Спортсмен     | Вид  | Результат | Место | Результат     | Место         | Результат | Место     | Результат | Место     |
| ------------- | ---- | --------- | ----- | ------------- | ------------- | --------- | --------- | --------- | --------- |
| Толутау Коула | 100м | 10,71     | 8     | Не прошёл     | Не прошёл     | Не прошёл | Не прошёл | Не прошёл | Не прошёл |

Женщины
| Спортсмен        | Вид            | Квалификация | Квалификация | Финал     | Финал     |
| Спортсмен        | Вид            | Результат    | Место        | Результат | Место     |
| ---------------- | -------------- | ------------ | ------------ | --------- | --------- |
| Ана Сиулоло Лику | Прыжки в длину | 6,06         | 28           | Не прошла | Не прошла |

### Тяжёлая атлетика
Спортсменов — 1
| Спортсмен          | Категория | Масса | Рывок | Рывок | Рывок | Толчок | Толчок | Толчок | Всего | Место |
| Спортсмен          | Категория | Масса | 1     | 2     | 3     | 1      | 2      | 3      | Всего | Место |
| ------------------ | --------- | ----- | ----- | ----- | ----- | ------ | ------ | ------ | ----- | ----- |
| Вильями Тапаатутаи | 91 кг     | 88,67 | 100   | 105   | 105   | 135    | 140    | 140    | 0     | -     |